# Józefów Duży
Józefów Duży (prononciation : [ juˈzɛfuf ˈduʐɨ]) est un village polonais de la gmina de Serokomla dans le powiat de Łuków de la voïvodie de Lublin dans l'est de la Pologne.
Le village comptait approximativement une population de 118 habitants en 2009 .

## Histoire
De 1975 à 1998, le village est attaché administrativement à l'ancienne voïvodie de Siedlce.

Depuis 1999, il fait partie de la nouvelle voïvodie de Lublin.